# Judería de Teruel
La Judería de Teruel está situada dentro del casco histórico de la ciudad de Teruel (España), y corresponde a la barriada donde, durante los siglos XIII, XIV y XV, vivió mayoritariamente su comunidad judía. Situada en el extremo oriental de la ciudad medieval, su centro geográfico está formado hoy día por la plaza de la Judería. Hoy día, el barrio mantiene perfectamente el urbanismo de origen medieval, con calles estrechas que se extiende entre el torreón de Ambeles, el Tozal o antigua puerta de Zaragoza y la iglesia de San Pedro.

## Historia
La ciudad de Teruel, fundada hacia 1170 por el rey Alfonso II de Aragón, contó hasta su expulsión de 1492, con una importante comunidad judía, llegando a ser la quinta aljama judaica del Reino de Aragón si se tienen en cuenta los impuestos que obtenía la Corona. Llegó a tener una población de 350 o 400 vecinos, cuya vida giraba en torno a la sinagoga, aunque también contó con varios oratorios privados financiados por familias ricas como los Najarí y los Abenmale, así como de una carnicería.
La llegada de judíos a Teruel se sitúa a partir de los años 1250, aproximadamente, siendo a partir de 1270 cuando se fechan las primeras referencias directas a vecinos turolenses judíos. Sin embargo, pronto se consolidará esta comunidad, puesto que en 1279 ya existía la sinagoga. El rey Pedro III de Aragón apoyó directamente la instalación de nuevos pobladores judíos y musulmanes en la ciudad de Teruel. Hacia 1460 el barrio inicia un rápido declive debido a la emigración, consecuencia de la política antijudía de Fernando II de Aragón, que culminará con la expulsión en 1492.

## El barrio
Está situado junto a las antiguas murallas, y se articula en torno a las actuales calles Ambeles, Judería, Valcaliente, Esteban, Horno, Caracol, Hartzenbusch, Aínsas y Comadre, algunas de las cuales se cruzan en la actual plaza de la Judería. Presenta una trama urbana de carácter radial, y ocupa la parte superior de una ladera en cuya cima se situó uno de los castillos que el Rey de Aragón tenía en Teruel, el llamado castillo menor o castro superiori judeorum, referencia directa a su proximidad con la judería.
Como consecuencia de la guerra civil española, la mayor parte del caserío fue destruido, de ahí que una parte de los actuales edificios hayan sido construidos durante la segunda mitad del siglo XX. Si bien a nivel constructivo, apenas se conserva ningún edificio por las razones ya apuntadas, desde el punto de vista arqueológico la judería de Teruel constituye uno de los mejores conjuntos en Aragón. Ya a principios del siglo XX se produjo el descubrimiento del cementerio judío, que reportó un interesante ajuar de joyas, pero fue en 1978 cuando se llevó a cabo el descubrimiento de un amplio espacio subterráneo, identificado por entonces como la sinagoga. Sin embargo, las numerosas excavaciones arqueológicas realizadas en este sector de la ciudad han permitido descubrir y conocer una buena parte del barrio medieval, aunque la mayoría de estudios permanecen inéditos. Bajo la actual plaza de la Judería se han descubierto los restos de cuatro viviendas, que contaban con amplias bodegas subterráneas soportadas por arcos apuntados, construidas a partir de 1360 aproximadamente.
Actualmente, se trata de un barrio renovado y con mucha vida, gracias a su situación en el centro de la ciudad. Sin embargo, y lamentablemente, todavía no se ha incorporado la ciudad de Teruel a la Red de Juderías de España “Caminos de Sefarad”.

## Lugares destacados
Actualmente, cualquier visitante puede contemplar algunos emblemáticos edificios relacionados con la historia de los judíos en Teruel, y que se encuentran a 2 minutos de la plaza de la Judería, como son:
- Torreón de Ambeles, restos del antiguo castillo menor o de los judíos
- Torre e iglesia de San Pedro, Arquitectura mudéjar de Aragón declarada Patrimonio de la Humanidad
- Mausoleo de los Amantes de Teruel
- El Tozal o puerta de Zaragoza
- Plaza del Torico o del Mercado
- Muralla y torre de la Bombardera
- Torre de San Martín, Arquitectura mudéjar de Aragón declarada Patrimonio de la Humanidad
- Torre, techumbre y cimborrio de la catedral de Santa María de Mediavilla, Arquitectura mudéjar de Aragón declarada Patrimonio de la Humanidad

## El ajuar cerámico
Las excavaciones arqueológicas realizadas en las últimas décadas en varios puntos de la antigua Judería han recuperado numerosas piezas cerámicas que formaron parte de vida doméstica de los judíos en la Edad Media, y que constituyen uno de los más importantes conjuntos del ajuar doméstico de Sefarad. Los recientes trabajos de investigación realizados sobre restos hallados en 2004 han identificado dos conjuntos cerrados fechados, aproximadamente, hacia 1260 y 1320. El material recogido en 1978 es un ejemplo de la vajilla utilizada hacia 1460, poco antes de su expulsión, algunas de cuyas piezas han formado parte de exposiciones a nivel nacional.
Una selección de estos materiales cerámicos puede verse en la exposición permanente del Museo de Teruel, entre los que destacan tres ejemplares de Januquiá o lámparas rituales utilizadas en la fiesta de Hannukah, elaboradas en cerámica pintada y fechadas en el siglo XV.